# فیلم کمدی
فیلم کمدی(به انگلیسی: Comedy Film, Comedy Movie) به عنوان یکی از کهن‌ترین و محبوب‌ترین گونه‌های سینمایی، همواره جایگاه ویژه‌ای در دل مخاطبان سراسر جهان داشته است. از نخستین روزهای پیدایش سینما، زمانی که برادران لومی‌یِر در فیلم‌های کوتاه خود لحظاتی طنزآمیز خلق کردند، تا امروز که فیلم‌های کمدی با بودجه‌های کلان و داستان‌های پیچیده ساخته می‌شوند، این گونه توانسته است با تغییر و تحولات فرهنگی و اجتماعی همراه شود و خود را با سلیقه‌های مختلف وفق دهد.
در سینمای کمدیعناصری مانند موقعیت‌های خنده‌دار، گفت‌وگوهای هوشمندانه، شخصیت‌های کاریکاتوری و گاه اغراق‌شده، و ضرباهنگ سریع روایت دست به دست هم می‌دهند تا مخاطب را به خنده وادارند. اما کمدی موفق تنها به خنداندن بسنده نمی‌کند، بلکه با ایجاد هم‌ذات‌پنداری، بیننده را به تفکر وامیدارد.

صحنه‌ای از اخراجی‌ها محصول ۱۳۸۵ / ۲۰۰۶–۰۷؛ مسئول ثبت‌نام داوطلبان اعزام به جبهه از «امیر دودو» می‌پرسد که شما تا حالا دستشویی رفتی؟ و او می‌گوید: «تا دلت بخواد زیاد! نصف عمرمونو تو مُستَراح بودیم»

از کمدی‌های صامت چارلی چاپلین و باستر کیتون که با حرکات بدنی و سکوت خود جهانی از معنا را منتقل می‌کردند، تا کمدی‌های جدیدتر گفت‌وگومحور و موقعیت‌محور، این گونه همواره در حال نوآوری بوده است. کمدی نه تنها به عنوان سرگرمی صرف، بلکه به عنوان آینه‌ای از جامعه و روابط انسانی عمل می‌کند و گاه حتی با نگاهی نقادانه و طنزآمیز، مسائل جدی زندگی را به چالش می‌کشد.

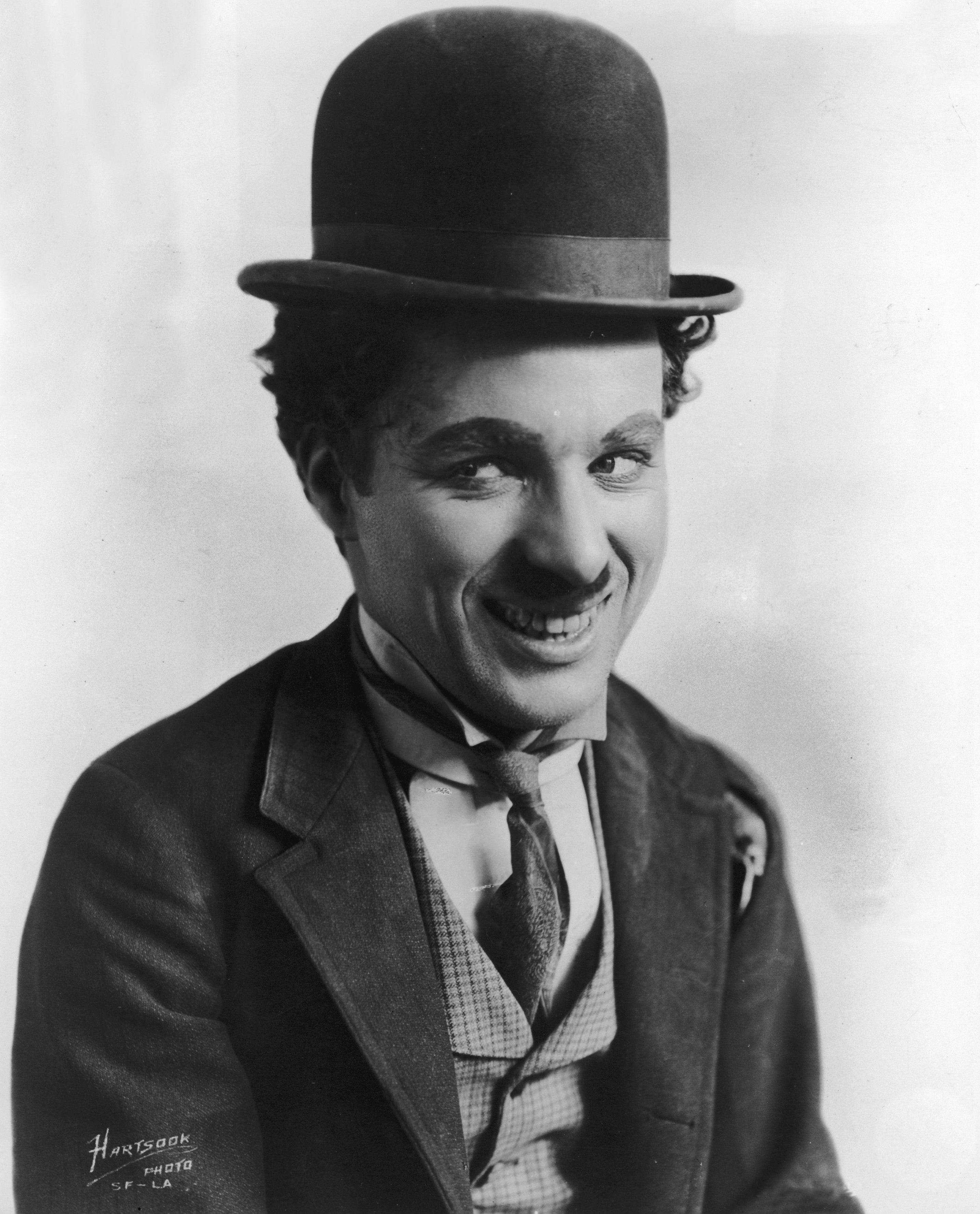
چارلی چاپلین در شمایل شخصیت «ولگرد کوچولو»؛ وی با ایفای این نقش و ساخت فیلم‌های کمدی ماندگار، به یکی از نمادهای این گونه بدل شد.

فیلم کمدی همچنین زیرگونه‌های متعددی دارد، از کمدی عاشقانهو کمدی سیاه گرفته تا کمدی پُرحادثه و کمدی موسیقایی. هر یک از این زیرگونه‌ها با ترکیب عناصر کمدی با سایر گونه‌های سینمایی، تجربه‌های منحصربه‌فردی خلق کرده‌اند. علاوه بر این، کمدی‌های سینمایی اغلب تحت تأثیر فرهنگ و شرایط اجتماعی زمان خود قرار دارند و از این رو، مطالعه آنها می‌تواند بینشی ارزشمند درباره تحولات تاریخی و اجتماعی به دست دهد.
کمدی در مقایسه با دیگر گونه‌های سینما تکیه بیشتری بر بازیگران و ستارگان فیلم دارد. به همین دلیل بسیاری از هنرمندان سبک شوخی‌پردازی روی صحنه،وارد صنعت فیلمسازی می‌شوند.

## تاریخچه

### عصر فیلم‌های صامت
اولین فیلم کمدی دنیا، آبیار آبیاری می‌شود محصول سال ۱۸۹۵ به کارگردانی لوئیس لومیر بود که طولی کمتر از ۶۰ ثانیه داشت. داستان این فیلم ماجرای پسربچه‌ایست که باغبانی را اذیت می‌کند. مهم‌ترین و تأثیرگذارترین بازیگران کمدی این دوران، چارلی چاپلین، هارولد لوید و باستر کیتون هستند.

## زیرشاخه‌های اصلی

### کمدی آنارشیک
این زیرشاخه، همان‌طور که از نامش پیداست، یک نوع طنز تصادفی با رویکرد آگاهی‌بخشی‌ است که هدفش به سخره‌گرفتن یا شوخی با مفاهیم است. از مهم‌ترین آثار این زیرشاخه، می‌توان به آثار گروه مانتی پایتان اشاره کرد.

### کمدی سیاه
فیلم‌های کمدی سیاه، معمولاً با تابوها سر و کار دارد. تابوهایی مثل: مرگ، قتل، جرم و خودکشی، معمولاً محور این فیلم‌هاست. یکی از آثار مهم این زیرشاخه، فیلم دکتر استرنجلاو است.

### شبه‌مستند
آثار شبه‌مستند غالباً تخیلی‌اند، اما استفاده از فرمتی مستندگونه و از مصاحبه و تصاویر مستند در روند فیلم استفاده می‌کند. فیلم این اسپینال تپ است یکی از آثار این زیرشاخه است

### لوده‌گری
فیلم‌های لوده‌گری، در توصیف موقعیت‌های عادی را تا حد غیرممکنی اغراق‌آمیز عمل می‌کنند که همین مورد، مهم‌ترین علت سرگرم‌کننده و خنده‌دار بودن این فیلم‌هاست. از نمونه‌های این زیرشاخه می‌توان به درخواب‌فرورفته اثر وودی آلن اشاره کرد.

### کمدی موقعیت
کمدی موقعیت یا سیتکام، گونه‌ای کمدی‌ست که بر طنز ناشی از گروهی از شخصیت‌ها و قرارگرفتنشان در موقعیت‌های مختلف برای ساخت کنایه و محتوای طنزآمیز است. به عنوان مثال؛ فیلم خماری (فیلم ۲۰۰۹) و هواپیماها، قطارها و اتومبیل‌ها.

## پی‌نوشت
1. ↑  «فیلم کمدی» [سینما و تلویزیون] هم‌ارزِ «comedy film»؛ منبع: گروه واژه‌گزینی. دفتر پنجم. فرهنگ واژه‌های مصوب فرهنگستان. تهران: انتشارات فرهنگستان زبان و ادب فارسی. شابک ۹۷۸-۹۶۴-۷۵۳۱-۷۶-۴ (ذیل سرواژهٔ فیلم کمدی)
2. ↑  «سینمای کمدی» [سینما و تلویزیون] هم‌ارزِ «comedy film»؛ منبع: گروه واژه‌گزینی. دفتر پنجم. فرهنگ واژه‌های مصوب فرهنگستان. تهران: انتشارات فرهنگستان زبان و ادب فارسی. شابک ۹۷۸-۹۶۴-۷۵۳۱-۷۶-۴ (ذیل سرواژهٔ سینمای کمدی)
3. ↑  «فیلم کمدی عاشقانه» [سینما و تلویزیون] هم‌ارزِ «romantic comedy film»؛ منبع: گروه واژه‌گزینی. دفتر پنجم. فرهنگ واژه‌های مصوب فرهنگستان. تهران: انتشارات فرهنگستان زبان و ادب فارسی. شابک ۹۷۸-۹۶۴-۷۵۳۱-۷۶-۴ (ذیل سرواژهٔ فیلم کمدی عاشقانه)
4. ↑  «شوخی‌پردازی روی صحنه» [عمومی] هم‌ارزِ «stand-up comedy»؛ منبع: گروه واژه‌گزینی. دفتر چهاردهم. فرهنگ واژه‌های مصوب فرهنگستان. تهران: انتشارات فرهنگستان زبان و ادب فارسی (ذیل سرواژهٔ شوخی‌پردازی روی صحنه)
5. ↑  «تاریخچه ژانر کمدی». خبرگزاری دانشجو.
6. ↑  مشارکت‌کنندگان ویکی‌پدیا. «Comedy film». در دانشنامهٔ ویکی‌پدیای انگلیسی، بازبینی‌شده در ۲۱ نوامبر ۲۰۱۰.